# Das Jahr der ersten Küsse
Das Jahr der ersten Küsse è un film del 2002 diretto da Kai Wessel.

## Trama
In seguito alla morte della moglie Kerstin, vittima di un incidente d'auto, il trentenne Tristan si lascia andare ai ricordi di quando, negli anni '80, aveva quindici anni.